# 269252 Богданступка
269252 Богданступка (269252 Bogdanstupka) — астероїд головного поясу, відкритий 27 серпня 2008 року в Андрушівці. 
Названий на честь українського актора і режисера Богдана Ступки.
Тіссеранів параметр щодо Юпітера — 3,029.